# Aetius
Flavius Aetius (kolem roku 396 v Durostoru – 454 v Římě) nebo také Aëtius byl význačným západořímským vojevůdcem a politikem. Ve 30. a 40. letech 5. století měl rozhodující vliv na vedení státních záležitostí v západní říši. Jeho vítězství nad hunským náčelníkem Attilou v bitvě na Katalaunských polích mu zajistilo – slovy historika Edwarda Gibbona – nesmrtelnou slávu jakožto „zachránci (římské) republiky před terorem barbarů.“ Často je proto nazýván „posledním Římanem“.

## Život

### Raná léta, Joannova uzurpace
Aetius se narodil v Durostoru (dnešní Silistra) v římské provincii Moesie na konci 4. století. Jeho matka Auraelia pocházela z bohaté a vysoce postavené italské rodiny, zatímco jeho otec Gaudentius, který zastával v římském vojsku hodnost comita v Africe, byl podle názoru mnoha historiků zřejmě skytského nebo germánského původu (Jordanes ve svém díle Getica dokonce tvrdí, že byl Gótem). Někteří historikové podotýkají, že Gaudentius mohl být Thrákem z kmene Getů.
Aetius se po dobu tří let, zřejmě mezi roky 405 až 408, zdržoval jako rukojmí u vizigótského krále Alaricha. Poté se vrátil, ovšem brzy byl znovu poslán jako rukojmí, avšak tentokrát k Hunům. Není známo, kdy se od nich vrátil zpět do západořímské říše. Každopádně tam setrval dost dlouho na to, aby mezi Huny získal veliký počet přátel a budoucích spojenců. Podle mínění řady historiků, včetně Gibbona, ho pobyt mezi těmito bojechtivými a energickými kmeny obdařil rozhodností při velení, která tolik chyběla soudobým Římanům. V barbarském prostředí se rovněž dokonale seznámil s každým úskokem a lstí používanými Huny v boji a těchto svých znalostí skvěle využil v pozdějším konfliktu s Attilou.
Poté, co se po smrti císaře Honoria v roce 423 chopil moci uzurpátor Joannes, byl jím Aetius pověřen zverbovat hunská pomocná vojska. Dříve než se v roce 425 objevil v Itálii v doprovodu armády 60 000 Hunů, byl již ale Joannes tři dny mrtvý. Přítomnost Hunů mu nicméně i tak zajistila příležitost k politickému vzestupu. Došlo sice k drobné rozmíšce mezi Aetiovými Huny a vojáky východořímského velitele vojska Aspara, avšak otázka co si nyní počít s nevítanými cizími žoldnéři byla rychle vyřešena. Aby předešla obtížným bojům s Huny, regentka Galla Placidia, vládnoucí jménem svého nezletilého syna Valentiniana III., vyplatila Huny a Aetius obdržel hodnost comita a později velitele vojska v Galii (magister militum per Gallias).

### Boj o moc

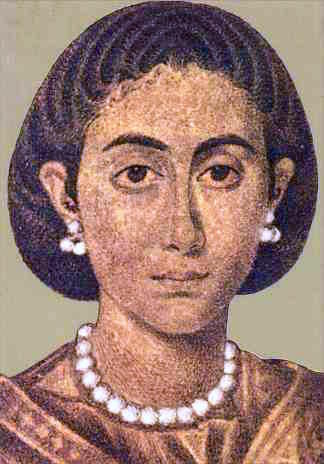
Portrét Gally Placidie v mauzoleu Ravenně.

V následujících letech vedli tři nejschopnější západořímští vojevůdci války s různými výsledky. V roce 427 dobyl Flavius Felix zpět pro římskou říši Panonii, která byla do té doby ovládána Huny. V Galii byli Vizigóti poraženi Aetiem u Arelate (dnešní Arles) v jižní Galii, čímž byli donuceni stáhnout se na území přidělené jim ve smlouvě z roku 418. V roce 428 zvítězil Aetius nad Franky a přiměl je tak opustit dobytá území na levém břehu Rýna. Menších úspěchů dosáhl v severní Africe comes Bonifatius v bojích s berberskými kmeny. Všichni tito zdatní velitelé se ale vzájemně nenáviděli, intrikovali proti sobě a usilovali o život ostatním. Zároveň se každý z nich vyhýbal jakémukoliv střetu s oběma zbývajícími.
Vztahy mezi Felixem a Aetiem se postupně vyhrotily. V roce 428 určila Galla Placidia Felika za konzula a v následujícím roce mu udělila titul patricia. Aetius jakožto velitel vojska v Galii stál tudíž hodnostně níž než Felix. Přesto byl pro Felika nebezpečnějším soupeřem v boji o moc Aetius než Bonifatius v Africe, který byl tehdy až příliš zaměstnán válčením s Berbery. Felix proti němu sice strojil úklady, ty však vyšly najevo. Dalším na řadě měl být Aetius, ten se ovšem nakonec ukázal být rychlejším. Jeho agenti rozdmýchali nespokojenost mezi Felikovými vojáky v Ravenně a v květnu roku 430 došlo mezi nimi ke vzpouře. Stoupenci Aetia převzali velení a Felika a jeho ženu Padusii nechali na schodech před ravenskou katedrálou zavraždit.
To zásadně změnilo situaci Gally Placidie. Její oblíbenec Bonifatius byl v Africe nepostradatelný a císařovna proto musela vyhovět Aetiovým požadavkům a jmenovat jej nejvyšším vojenským velitelem západní říše. Bonifatius se za těchto okolností vzbouřil, přerušil dodávky afrického obilí do Itálie a z Hispánie si na pomoc povolal Vandaly. I když Bonifatius zanedlouho získal přízeň císařského dvora zpět, Vandalové se stali trvalým politickým a především mocenským faktorem působícím v Africe, což mělo pro tuto římskou provincii osudové následky.
V roce 431 vyhnal Aetius Juthungy z Raetie a Norica a Franky, kteří vydrancovali po čtvrté v krátké době Treveri (dnešní Trevír), zatlačil zpět za Rýn. Někdy v této době zemřel hunský král Oktar, jenž byl Aetiovým přítelem. Císařovna z toho usoudila, že úzké vazby mezi Aetiem a Huny jsou u konce. V roce 432 proto jmenovala Bonifatia patriciem a povolala jej do Itálie. Bonifatiovu povýšení však Aetius nehodlal pouze nečinně přihlížet. Vojenský střet, v němž se mělo rozhodnout, kdo zaujme nejvyšší vojenskou hodnost na Západě a bude tak vykonávat největší vliv na císařovnu, se nezadržitelně blížil.
Bonifatius dorazil se svým silným vojskem do Itálie na jaře 432. Také Aetius vytáhl se svou armádou z Galie do Itálie. K bitvě došlo poblíž Ariminia (Rimini). Z boje vyšel vítězně Bonifatius, avšak utrpěl smrtelná zranění, kterým po několika měsících agónie podlehl.
Galla Placidia nebyla ani v této chvíli připravená určit Aetia Bonifatiovým nástupcem a velitelem západořímské armády. Aetius se po porážce nejprve stáhl na své opevněné statky v Itálii, avšak Sebastianus, manžel Bonifatiovy dcery, jej pronásledoval. Aetius tedy uprchl do Říma a potom do Dalmácie, odkud se dostal k Hunům. Zde se mu podařilo obnovit své někdejší přátelské styky, načež mu hunský král Rugila (Rua) poskytl kontingent hunských válečníků, s nimiž Aetius na jaře roku 433 oblehl Ravennu. Císařovna se v této složité situaci obrátila s žádostí o pomoc na Vizigóty, ti však byli příliš oslabeni porážkou, jež jim před nedávnem uštědřil Aetius. Galle Placidii proto nezbylo než kapitulovat: Aetius byl jmenován velitelem vojska (magister militum) a Hunové byli za svoji pomoc odměněni územím v Panonii.
Od tohoto okamžiku až do své smrti stál Aetius v čele západořímského vojska, v roce 435 byl jmenován také patriciem. V dalších letech zastával celkem třikrát konzulát a fakticky sám řídil státní záležitosti západní říše. Nikdy ovšem nepojal úmysl přinutit císařovnu k uzavření manželství. Jak bylo tehdy běžné, stala se vdova po poraženém nepříteli novou manželkou vítěze. Buď v roce 433 nebo 434 se Aetius oženil s Bonifatiovou vdovou, Pelagií. Tím nezískal jen manželku mrtvého, nýbrž také jeho ohromné bohatství a – což bylo rovněž významné – Bonifatiovu tělesnou stráž.

### Faktickým vládcem Západu
Mezi roky 433 až 450 byl Aetius jednoznačně dominantní postavou západořímské politiky. Svoji pozornost zcela věnoval Galii, kde se pustil do obnovy zdejší římské moci. V roce 436 se Burgundi pod vedením Gundahara chopili příležitosti vyvolané povstáním bagaudů a pokusili se obsadit další území. Aetiova rázná odpověď na sebe nenechala dlouho čekat. Na pomoc si opět zavolal Huny a výsledkem toho bylo zničení burgundské říše v okolí Wormsu a masakr téměř 20 000 Burgundů. Tato událost se stala později předlohou ke vzniku germánského eposu Píseň o Nibelunzích. Přeživším Burgundy vykázal v roce 443 na nová sídla v Savojsku jižně od Ženevského jezera. Zde měli sloužit jako nárazník před útoky Alamanů.
Ve čtyřicátých letech 5. století představovaly nejzávažnější problém, s nímž se Aetius musel vypořádávat, opakované revolty bagaudů v Galii a Hispánii, jež destabilizovaly místní římskou správu. Aby dostal pod kontrolu neklidnou Armoriku (nynější Bretaň), kde se usídlili Keltové prchající z Británie, usadil v okolí města Orleans jako foederaty své alanské spojence. Kolem roku 440 se potřetí oženil, tentokrát s dcerou vizigótského krále Theodoricha I., čímž byla upevněna pochybná loajalita Vizigótů vůči západořímské říši.
V těchto letech dosáhl mnoha vojenských úspěchů, čímž západní říši zajistil přinejmenším krátkodobou stabilitu. Znovuobnovení jednoty římské říše však v této době už nepřicházelo v úvahu. Doposud existující dynastické svazky mezi oběma říšemi nemohly překlenout existující vzájemný antagonismus mezi východem a západem. Oba nejvyšší velitelé vojska, Aspar na východě a Aetius na západě, pociťovali vůči sobě určitou rezervovanost, třebaže ta nikdy nepřerostla v otevřené nepřátelství. Proto by byli sotva ochotní vzdát se moci ve prospěch druhého.

### Attilův vpád, bitva na Katalaunských polích
I přes vzájemné dobré vztahy mezi Huny a Aetiem, vpadli Hunové vedení svým králem Attilou v roce 451 do Galie, neboť východořímský císař Marcianus jim odmítl nadále platit sjednaný každoroční tribut. Kromě toho měla prý Honoria, sestra Valentiniana III., slíbit Attilovi manželství, což hunský náčelník využil jako záminku ke vznesení územních nároků vůči Valentinianovi. V létě roku 451 proniklo vojsko Hunů a jejich spojenců do Galie, kde se zmocnilo mnoha měst a postupovalo vstříc Orleansu. Jedním z velkých počinů nejen pozdně antických, ale vůbec světových dějin, bylo vytvoření pestré protihunské koalice Aetiem.

Směry postupů Hunů a Římanů v Galii před bitvou na Katalaunských polích v roce 451.

Když si Attila zajistil Rýn, přesunul se do střední Galie a zde zahájil obléhání Orleansu. Pokud by se mu podařilo zmocnit tohoto města, měl by natolik silnou pozici, aby na svoji stranu přetáhl Vizigóty v Akvitánii. Aetius však tomuto nebezpečí předešel vybudováním vskutku impozantní římsko-germánské aliance, ve které v zájmu obrany Galie a pod dojmem hunské hrozby spojil Vizigóty (kteří jinak Aetia upřímně nenáviděli), Franky, Alany a Burgundy s jejich tradičním nepřítelem – Římany. Ačkoliv všechny tyto kmeny chovaly společnou nenávist k Hunům, byl to právě pozoruhodný výkon Aetia, kterému se podařilo přesvědčit je, aby se staly součástí takovéhoto vojenského svazku.
Když Alani ohrožovaní Huny začali kolísat ve své oddanosti společné věci, vydal se Aetius doprovázený Theodorichem I. zachránit obležený Orleans. Ještě před příchodem svých nepřátel rozbili Hunové obléhací zařízení, ustoupili do otevřené krajiny na severovýchod a 20. června 451 (podle některých pramenů 20. září) svedli společně se svými spojenci bitvu proti Římanům a Vizigótům, podporovanými kontingenty Alanů, Franků a Burgundů, na místě zvaném Katalaunská pole poblíž města Châlons-en-Champagne. Ačkoliv takticky byl výsledek bitvy u Châlons nerozhodný, ze strategického hlediska se jednalo o obrovský triumf Aetia a Římanů. Attila byl nucen stáhnout se zpět za Rýn a již nikdy neměl Galii ohrozit.
V roce 452 se Attila znovu pokusil uplatnit svůj nárok na svatbu s Honorií, přičemž napadl Itálii a strašlivě ji vyplenil. Jeho vojsko vydrancovalo na sedmdesát severoitalských měst a úplně srovnalo se zemí Aquileiu. Valentinianus uprchl z Ravenny do Říma, Aetius sice setrvával v poli, avšak bez pomoci barbarských federátů postrádal dostatek sil ke svedení otevřené bitvy. Gibbon přesto tvrdí, že Aetius sotva kdy víc prokázal svoji vojenskou genialitu podnikáním neustálých přepadů a zpomalováním Attilova postupu různými sabotážemi, přestože měl k dispozici jen nepatrné vojenské síly. Attila se nakonec zastavil na řece Pádu, kde se setkal s poselstvem vedeným papežem Lvem I. Po této události se hunská armáda obrátila zpět, aniž by Attila dále usiloval získat Honoriinu ruku nebo území, jež požadoval jako věno. Brzy po Attilově smrti v roce 453 pak vzala hunská říše definitivně za své.

### Aetiovo zavraždění
Nebezpečným jevem pro západořímskou říši se ukázala být její přílišná závislost na osobnosti velitele vojska: Byl to Aetius, kdo uzavíral s barbarskými kmeny smlouvy, jako třeba právě s Huny, kterým několik let předtím odstoupil Panonii. Tyto kmeny se proto pochopitelně necítily být zavázány císaři, nýbrž jeho mocnému generálovi. Nyní, když ohrožení ze strany Hunů konečně zmizelo, mohl Valentinianus doufat, že získá zpět svoji moc. Třebaže v roce 453 bylo Aetiovi dovoleno zasnoubit svého syna Gaudentia s Valentinianovou dcerou Placidií, Valentinianus se cítil být stále více ohrožován Aetiem, který se proti němu kdysi postavil na stranu uzurpátora Joanna a kterého císař zřejmě bezdůvodně podezříval z toho, že chce na jeho místo dosadit svého syna.
Římský senátor Petronius Maximus a císařský komoří Heraclius byli tudíž schopni poměrně snadno Valentiniana přesvědčit ke spiknutí za účelem Aetiova odstranění. Během audience u císaře 21. září 454 byl Aetius zavražděn Valentinianovou vlastní rukou. Při této události vložil Edward Gibbon Sidoniu Apollinarovi do úst slavný výrok:
„Výsosti, já neznám vaše důvody nebo pohnutky, já pouze vím, že jste se zachoval jako muž, který si svoji pravou ruku uťal svojí levačkou.“
Přímým důsledkem tohoto činu byla ztráta Dalmácie, kde si někdejší Aetiův důstojník Marcellinus zřídil vlastní říši. Sám Valentinianus se dlouho neradoval z odstranění svého soupeře, neboť Petronius Maximus nyní očekával, že se stane patriciem a nahradí tak Aetia. Když však tomu zabránil ambiciózní Heraclius, Maximus, bažící po pomstě, zosnoval spolu s dvěma Huny a Aetiovými přáteli, Optilou a Thraustilou, vraždu Valentiniana a Heraclia. 16. března 455 udeřil Optila císaře zezadu do hlavy, zatímco ten slézal s koně, aby zhlédl vojenskou přehlídku uspořádanou na Martově poli. Když se chtěl překvapený Valentinianus otočit a podívat, kdo se ho odvážil uhodit, dorazil Optila císaře svým mečem. Současně Thraustila usmrtil Heraclia. Většina vojáků těmto zločinům přihlížela bez pohnutí, neboť dosud zůstávala loajální vůči Aetiovi. Nenašel se tedy nikdo, kdo by pozvedl ruku na záchranu císaře.
Po Aetiově smrti se už žádnému dalšímu římskému vojevůdci, včetně nadmíru schopného Aetiova spolubojovníka Aegidia, nepodařilo obnovit římskou vládu v Galii. Ta byla od této doby pro říši definitivně ztracena, i když je třeba podotknout, že ještě v 70. letech 5. století zůstávala v římských rukou některá území jako třeba Provence nebo Auvergne. Římská kontrola Hispánie byla v téže době již zcela formálního charakteru. Až do roku 486 se dokázalo v severozápadní Galii udržet nezávislé římské teritorium, v jehož čele stál Aegidiův syn, Syagrius.

## Hodnocení bitvy na Katalaunských polích
Všichni historikové oceňují Aetia jako velikého vojenského velitele, přestože někteří z nich odmítají pokládat bitvu na Katalaunských polích za jeden z rozhodujících historických momentů.
Irský historik J. B. Bury nabízí odlišný pohled na tuto událost, neboť tvrdí, že samotná bitva na Katalaunských polích je vlastně nedůležitá. Podle něho byli totiž Hunové v době, kdy je Aetius napadl, ve skutečnosti již na ústupu od Orleansu, takže Galii nehrozilo bezprostřední nebezpečí. Toto stanovisko odmítá uznat, že Hunové upustili od obléhání z důvodu postupu římsko-germánského vojska v čele s Aetiem, a že bitva na Katalaunských polích znamenala konec mýtu o Attilově neporazitelnosti. Bury naopak tvrdí, že důležitý historický zlom představovala bitva u Nedao, kde Germáni, vzbouření po Attilově smrti, porazili v roce 454 Huny. Bury se domnívá, že to byla právě tato bitva, která znamenala definitivní zánik hunské říše. Důsledkem Katalaunských polí tak byla pouze skutečnost, že Attila strávil poslední rok svého života drancováním Itálie a nikoliv Galie.
Avšak Buryho názor je zcela v menšině. Prakticky všichni ostatní respektovaní historikové, zabývající se tímto obdobím, považují tuto bitvu za událost klíčového historického významu. Pozornost si zaslouží také to, že navzdory Buryho zpochybňování důležitosti bitvy na Katalaunských polích, tento historik zřejmě nijak neodporuje všeobecnému hodnocení Aetia jako jedné z nejvýznačnějších postav římských a světových dějin, poněvadž pouze svými silami dokázal pozdržet konečný zánik umírajícího impéria o celá tři desetiletí. Ohledně bitvy na Katalaunských polích – většinový názor týkající se jejího zásadního významu poměrně výmluvně shrnuje Gibbonův komentář: „(Attilův) Ústup za Rýn stvrdil poslední vítězství dosažené ve jménu západořímské říše.“
S Burym se v náhledu na bitvu na Katalaunských polích silně rozcházel také John Julius Norwich. V taženích proti Attilovi podle něho „visel na vlásku osud celé západní civilizace“ a vítězství u Châlons tudíž náleží postavení jednoho z klíčových momentů evropské historie. Valentinianova smrt z rukou vojáků vlastní tělesné stráže byla pak výsledkem císařovy zcela nesmyslné popravy Aetia, „největšího vojevůdce impéria.“ Aetiův odkaz bude pravděpodobně navždy spojován především s bitvou na Katalaunských polích, třebaže kromě toho také fakticky vládl západní říši v letech 433 až 450 a poměrně úspěšně se pokoušel stabilizovat římské hranice před přívalem barbarů.

## Celkové hodnocení
Aetiova vojenská a politická kariéra je v lecčems podobná Stilichonově. Dva nejlepší římští vojevůdci své doby, oba zavraždění žárlivým císařem, přičemž smrt obou říši zásadně oslabila. Hlavní rozdíl mezi nimi spočívá v tom, že většina předních historiků oslavuje Aetia jako loajálního Římana a oporu státu, zatímco Stilicho je některými pokládán takřka za zrádce. Jedinou Aetiovou vadou (pokud to tedy tak lze říct) bylo, že západořímská říše neměla žádného jiného vojevůdce srovnatelných kvalit. V době Aetiovy smrti byli barbaři přítomni ve všech římských provinciích v západní Evropě. Tento proces však započal již o tři generace dříve, když bylo barbarům povoleno usadit se uvnitř římských hranic výměnou za poskytování vojenské služby. Edward Gibbon zastává názor, že Římané by nebyli schopni barbary vypudit z říše, i kdyby tak chtěli učinit, jelikož jim to neumožňoval nedostatek vlastních vojenských sil. Barbaři byli jedinou armádou, kterou disponovali na svoji obranu. Gibbon v této souvislosti poukazuje na úpadek někdejší vojenské zdatnosti římských občanů, což mělo nevyhnutelně ten následek, že jedinými dostupnými vojáky Stilichona nebo Aetia byli barbaři.
Gibbon vnímá Aetia ve velmi pozitivním světle, stejně jako prakticky i všichni ostatní moderní historikové. Dále věří, že to nebyla lhostejnost, nýbrž spíše zaneprázdněnost Huny a ostatními barbary, která limitovala Aetiovo úsilí o záchranu drolícího se západního impéria. Gibbon vysvětluje, že Aetius jednoduše postrádal prostředky k zabránění rozkladu západořímské říše, zatímco Norwich soudí, že Aetius úspěšně bránil říši téměř třicet let a její zkázu po jeho smrti má podle něho na svědomí pošetilost císaře, který jej dal zavraždit.
Leckdo může namítat, že pozdější císaři Maiorianus, Leon I. a Anthemius pokládali za nezbytné zmocnit se afrických provincií. V době, kdy Římané nečinili buď vůbec nic anebo jen velmi málo pro vlastní záchranu a kdy na Západě neexistovaly žádné odpovídající námořní síly, se mohl Aetius zaměřit pouze na udržení alespoň zdání pořádku v evropské části říše. Měl Aetius přesto soustředit své úsilí na záchranu Afriky na úkor obrany zbývajícího římského území v Evropě? Michael Grant ve svém díle kategoricky prohlašuje, že Aetius byl v záležitosti udržení Afriky naprosto bezmocný. Ve skutečnosti se prý začal připravovat k boji proti nim, nicméně vyčleněné oddíly musel odvolat kvůli Attilově útoku. Protože se Aetius spoléhal téměř výhradně na barbarské federáty, kterých si ostatně cenil a spoléhal na ně asi jako žádný jiný římský velitel před ním nebo po něm, jeho smrt ponechala západní říši prakticky bez jakékoliv armády.
Je třeba poznamenat, že Bury, který je jinak tolik skeptický v otázce významu bitvy na Katalaunských polích, komentuje Aetiovu vládu na Západě těmito slovy: „Od skončení regentství (Gally Placidie) až do své smrti byl vládcem západní říše, a jen jeho vojenským schopnostem a jeho politice lze připsat zásluhu na tom, že se císařská vláda nad provinciemi nezhroutila již v polovině pátého století.“
Mezi historiky koluje řada názorů vzhledem k Aetiově pozici a významu ve světových dějinách. Byl ochráncem Říma po tři desítky let, jak ho líčí Gibbon, Norwich nebo Bury, hrdinou bitvy na Katalaunských polích, anebo ho snad lze činit odpovědným za ztrátu Afriky (ačkoliv většina historiků tvrdí, že neměl žádné možnosti jak Vandalům účinně čelit)? Jakkoliv je Bury často pokládán za Aetiova kritika, přesto je to právě on, kdo si ohledně Aetiovy smrti poznamenal: „Kdo nyní bude chránit Itálii před Vandaly?“ Odpověď zněla: nikdo. Nebylo zde již žádného jiného vojáka, který by byl schopný nahradit Aetia v pozici obránce Západu. Co se týká Aetiova místa v historii, Aetius bude navždy vzpomínán jako poslední veliký západořímský vojevůdce a generál, který přemohl tolik obávaného hunského náčelníka, Attilu.